# Zimandu Nou
Zimandu Nou (Hongaars: Zimándújfalu) is een Roemeense gemeente in het district Arad.
Zimandu Nou telt 4695 inwoners. De hoofdplaats van de gemeente kent een grote Hongaarse gemeenschap van 1.529 personen.